# Afrocarpus
Afrocarpus (Buchholz & N.E.Gray) C.N.Page, 1988 [1989]  è un genere di conifere della famiglia delle Podocarpacee, diffuso in Africa.

## Tassonomia
Il genere comprende le seguenti specie:
- Afrocarpus dawei (Stapf) C.N.Page
- Afrocarpus falcatus (Thunb.) C.N.Page
- Afrocarpus gracilior (Pilg.) C.N.Page
- Afrocarpus mannii (Hook.f.) C.N.Page
- Afrocarpus usambarensis (Pilg.) C.N.Page

Tutte le specie venivano inquadrate in passato nel genere Podocarpus da cui sono state segregate sulla base di risultati di analisi genetiche.

## Distribuzione e habitat
Le cinque specie del genere sono presenti nelle foreste afromontane dell'Africa orientale e meridionale (Burundi, Repubblica Democratica del Congo, Etiopia, Kenya, Malawi, Mozambico, Ruanda, São Tomé e Príncipe, Sudafrica, Swaziland, Tanzania e Uganda).